# Puchar Polski (okręg Malbork) w piłce nożnej mężczyzn (2023/2024)
W sezonie 2023/2024 Puchar Polski na szczeblu okręgowym w okręgu Malbork składał się z 5 rund, w których wzięło udział zespoły z okręgu malborskiego. Rozgrywki miały na celu wyłonienie zdobywcy Okręgowego Pucharu Polski w okręgu Malbork i uczestnictwo w rozgrywkach szczebla regionalnego województwa pomorskiego w sezonie 2023/2024.

## Zwycięzcy
Zwycięzcami pucharu zostały drużyny:
- Pomezania Malbork
- Grom Nowy Staw

## Uczestnicy
W rozgrywkach uczestniczyło 21 drużyn. Drużyny grające w klasie okręgowej dołączyły w III rundzie. Drużyny grające w IV lidze dołączyły w IV rundzie.

- Oldboys Kwidzyn
- Jurand Lasowice Wielkie
- Skra Kończewice
- Powiśle Pawlice Rakowiec
- Bałtyk Sztutowo
- Relax Ryjewo
- Wisła Korzeniewo
- Spójnia Sadlinki
- Grom II Nowy Staw
- Amatorka Mikołajki Pomorskie
- Błyskawica Postolin
- Olimpia Sztum
- Pogoń Prabuty
- Supra Kwidzyn
- Błękitni Stare Pole
- Rodło Kwidzyn
- Żuławy Nowy Dwór Gdański
- Delta Miłoradz
- Powiśle Dzierzgoń
- Pomezania Malbork
- Grom Nowy Staw

## I runda
| Gospodarz           | Wynik | Gość                         |
| ------------------- | ----- | ---------------------------- |
| Oldboys Kwidzyn     | 8:3   | Jurand Lasowice Wielkie      |
| Skra Kończewice     | 2:3   | Powiśle Pawlice Rakowiec     |
| Bałtyk Sztutowo     | 1:3   | Relax Ryjewo                 |
| Wisła Korzeniewo    | 0:1   | Spójnia Sadlinki             |
| Grom II Nowy Staw   | 2:5   | Amatorka Mikołajki Pomorskie |
| Błyskawica Postolin | 3:0   | Olimpia Sztum                |

## II runda
| Gospodarz                    | Wynik     | Gość                |
| ---------------------------- | --------- | ------------------- |
| Oldboys Kwidzyn              | 3:1       | Błyskawica Postolin |
| Amatorka Mikołajki Pomorskie | 4:3 (pd.) | Relax Ryjewo        |
| Powiśle Pawlice Rakowiec     | 1:3       | Spójnia Sadlinki    |

## III runda
Pogoń Prabuty - wolny los
| Gospodarz                    | Wynik     | Gość             |
| ---------------------------- | --------- | ---------------- |
| Oldboys Kwidzyn              | 2:3       | Spójnia Sadlinki |
| Błękitni Stare Pole          | 4:2       | Supra Kwidzyn    |
| Amatorka Mikołajki Pomorskie | 2:1 (pd.) | Rodło Kwidzyn    |
| Żuławy Nowy Dwór Gdański     | 3:1       | Delta Miłoradz   |

## IV runda
| Gospodarz                    | Wynik | Gość                |
| ---------------------------- | ----- | ------------------- |
| Amatorka Mikołajki Pomorskie | 0:4   | Powiśle Dzierzgoń   |
| Żuławy Nowy Dwór Gdański     | 0:2   | Pomezania Malbork   |
| Spójnia Sadlinki             | 2:4   | Grom Nowy Staw      |
| Pogoń Prabuty                | 1:0   | Błękitni Stare Pole |

## Finały (V runda)
| Gospodarz      | Wynik | Gość              |
| -------------- | ----- | ----------------- |
| Grom Nowy Staw | 2:0   | Powiśle Dzierzgoń |
| Pogoń Prabuty  | 0:3   | Pomezania Malbork |